# Dariush (cantante)
Dariush Eghbali, noto solo come Dariush (داریوش) (Teheran, 4 febbraio 1951), è un cantante iraniano.

## Biografia
Durante il Regno di Mohammad Reza Pahlavi, fu arrestato e condannato alla prigione più volte perché cantava canzoni politiche.
Dopo la rivoluzione iraniana, nel 1978, si trasferì negli Stati Uniti e lì vi rimase, stabilendosi a Los Angeles dove divenne parte della scena musicale della diaspora.
Dariush ha lottato contro la dipendenza dall'eroina fin dalla sua prima incarcerazione. Nel 2000 ha smesso di assumere eroina e ha cantato una canzone in cui si fa riferimento a una svolta nella sua vita e al superamento della sua dipendenza. In tale ambito ha lanciato un sito web diventato il primo sito iraniano in assoluto ad aiutare i tossicodipendenti e le loro famiglie ed ha avviato una fondazione chiamata Ayeneh ("specchio" in persiano ) per aiutare i tossicodipendenti iraniani.